# Coryogalops adamsoni
Coryogalops adamsoni és una espècie de peix de la família dels gòbids i de l'ordre dels perciformes.

## Morfologia
- Els mascles poden assolir 6,5 cm de longitud total.[3][4]

## Hàbitat
És un peix marí, de clima tropical i demersal que viu entre 1-3 m de fondària.

## Distribució geogràfica
Es troba des del Golf Pèrsic fins al Pakistan.

## Observacions
És inofensiu per als humans.